# Jasmine Jones
Jasmine Jones (* 30. November 2001 in Atlanta, Georgia) ist eine US-amerikanische Hürdenläuferin, die sich auf die 400-Meter-Distanz spezialisiert hat. Ihr Vater Henry Jones war American-Football-Spieler in der NFL.

## Sportliche Laufbahn
Jasmine Jones wuchs in Georgia auf und absolvierte bis 2024 ein Studium an der University of Southern California. Erste internationale Erfahrungen sammelte sie im Jahr 2019, als sie bei den Panamerikanischen U20-Meisterschaften in San José in 13,20 s die Goldmedaille im 100-Meter-Hürdenlauf gewann. 2021 wurde sie NCAA-Collegemeisterin in der 4-mal-100-Meter-Staffel und 2024 über 400 m Hürden. Zudem wurde sie 2024 auch Hallenmeisterin im 60-Meter-Hürdenlauf. Zudem nahm sie in diesem Jahr über 400 m Hürden an den Olympischen Sommerspielen in Paris teil und belegte dort in 52,29 s im Finale den vierten Platz.

## Persönliche Bestleistungen
- 100 m Hürden: 12,64 s (−0,5 m/s), 8. Juni 2024 in Eugene
  - 60 m Hürden: 7,77 s, 9. März 2024 in Boston
- 400 m Hürden: 52,29 s, 8. August 2024 in Paris